# Grain Belt

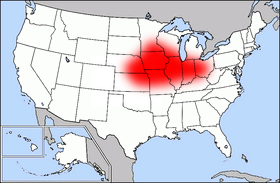
Der Grain Belt

Der Grain Belt (Korngürtel), seltener auch Wheat Belt genannt, ist ein Gebiet im Norden der USA, in dem der meiste Weizen der USA angebaut wird.
Der zu großen Teilen damit deckungsgleiche Corn Belt ist dagegen von Maisanbau geprägt.
Der Grain Belt umfasst große Teile der Staaten Ohio, Indiana, Illinois, Missouri, Iowa und kleinere Teile der Staaten Wisconsin, Minnesota, Nebraska und Kansas.